# Rio Cana-brava
O rio Cana-brava é um curso de água que nasce no estado de Goiás, no Brasil.